# منتخب توغو لكرة السلة
منتخب توغو لكرة السلة (بالفرنسية: Équipe du Togo de basket-ball) هو ممثل توغو الرسمي في المنافسات الدولية في كرة السلة .